# Řek Zorba
Řek Zorba (v řeckém originálu Vios kai politeia tu Alexi Zorba, v doslovném překladu O životě a činech Alexise Zorbase) je novela řeckého prozaika, básníka a dramatika Nikose Kazantzakise. Poprvé vyšla v roce 1946, v češtině byla poprvé vydána v roce 1967 pod názvem Alexis Zorbas.
Hlavními postavami jsou vypravěč a prostý venkovan Alexis Zorbas. Inspirací pro tuto postavu byl autorův přítel Georgios Zorbas (Γιώργης Ζορμπάς, 1867–1941), se kterým autor v roce 1916 pracoval na těžbě lignitu. Román byl přeložen do mnoha jazyků, několikrát byl zdramatizován a zfilmován (známý je snímek natočený v řecko-americké koprodukci s Anthony Quinnem v titulní roli).

## Děj
Děj knihy začíná v kavárně v Pireu, těsně před svítáním, za sychravého podzimního rána někdy po skončení první světové války. Vypravěč, mladý řecký intelektuál, se rozhodne na několik měsíců odložit své knihy poté, co jej zasáhnou slova na rozloučenou od přítele Stavridakise, který odjel na ruský Kavkaz, aby pomohl místním řeckým komunitám, jež čelí pronásledování. Vydává se na Krétu, aby znovu otevřel opuštěný hnědouhelný důl a ponořil se do světa rolníků a proletariátu.
Chystá se začít číst svůj výtisk Dantovy Božské komedie, když vtom pocítí, že ho někdo pozoruje. Otočí se a uvidí muže (kterému je okolo šedesáti let), jak na něj hledí přes skleněné dveře kavárny. Muž vstoupí dovnitř, okamžitě k němu přistoupí a požádá ho o práci. Tvrdí, že má zkušenosti jako kuchař, horník a hráč na santouri, a představí se jako Alexis Zorba, Řek narozený v Makedonii. Vypravěč je fascinován Zorbovými lascivními názory a expresivními způsoby a rozhodne se ho zaměstnat jako předáka. Cestou na Krétu spolu hovoří o nejrůznějších tématech a Zorbovy solitéry udávají tón velké části knihy.
Po příjezdu odmítnou pohostinnost Anagnostise a majitele kavárny Kondomanoliuse a na Zorbův návrh se vydají do hotelu madam Hortensie, což není nic jiného než řada starých koupacích chatek. Okolnosti je donutí sdílet jednu z nich. Vypravěč tráví neděli touláním po ostrově, jehož krajina mu připomíná „dobrou prózu, pečlivě uspořádanou, střízlivou... silnou a zdrženlivou“, a čte Danta. Po návratu do hotelu na večeři dvojice pozve ke stolu madam Hortensii a přiměje ji, aby se rozpovídala o své minulosti kurtizány. Zorba jí dá přezdívku „Bouboulina“ (pravděpodobně inspirovanou řeckou hrdinkou), zatímco on přijme přezdívku „Canavaro“ (podle skutečného admirála Canevary, bývalého milence, ke kterému se Hortense hlásí).
Druhý den se důl otevírá a začíná se pracovat. Vypravěč, který má socialistické ideály, se pokouší seznámit s dělníky, ale Zorba ho varuje, aby si udržoval odstup: „Člověk je brut.... Když jsi k němu krutý, má z tebe respekt a strach. Jsi-li k němu laskavý, vyškrábe ti oči.“ Zorba se sám ponoří do práce, což je příznačné pro jeho celkový postoj, kdy je pohlcen tím, co právě dělá nebo s kým je v danou chvíli. Poměrně často pracuje dlouho a žádá, aby ho při práci nikdo nerušil. Vypravěč a Zorba spolu vedou mnoho dlouhých rozhovorů o nejrůznějších věcech, od života po náboženství, o minulosti toho druhého a o tom, jak se dostali tam, kde jsou teď, a vypravěč se od Zorby dozvídá mnoho informací o lidském životě, které jinak ze svého života plného knih a papíru nezískal.
Vypravěč vstřebává ze zážitků se Zorbou a dalšími lidmi kolem sebe novou chuť do života, ale jeho pobyt na Krétě poznamenává zvrat a tragédie. Po jeho známosti na jednu noc s krásnou vášnivou vdovou následuje její veřejná dekapitace. Vypravěč, odcizený drsností a amorálností vesničanů a utrativší všechny zbývající prostředky na stavební projekt spojený s těžbou, který skončí velkolepým kolapsem, se ocitá v nejistotě a pochybnostech. Poté, co překonal jednoho ze svých démonů (například své vnitřní „ne“, které přirovnává k Buddhovi, jehož učení studuje a o němž po většinu vyprávění píše a kterého rovněž přirovnává k „prázdnotě“) a cítí, že je potřebný jinde (ke konci románu, vypravěč má předtuchu smrti svého starého přítele Stavridakise). Rozloučí se Zorbou na pevnině, což je navzdory absenci jakéhokoli většího vnějšího výbuchu emocionality pro Zorbu i vypravěče značně zraňující. Je téměř samozřejmé, že oba přátelé na sebe budou vzpomínat po celý svůj přirozený život.
Už nikdy neuvidí, ačkoli Zorba vypravěči v průběhu let posílá dopisy, v nichž ho informuje o svých cestách, práci a o svém sňatku s pětadvacetiletou ženou. Přestože ho Zorba mnohokrát zve na návštěvu, vypravěč pozvání nepřijímá. Nakonec vypravěč obdrží dopis od Zorbovy ženy, v němž ho informuje o smrti manžela (kterou vypravěč tušil). Vdova vypravěči sdělí, že poslední Zorbova slova byla o něm, a v souladu s přáním svého mrtvého manžela chce, aby vypravěč navštívil její dům a vzal si Zorbovu santuru.

## Historické souvislosti
Alexis Zorba (Αλέξης Ζορμπάς) je fiktivní verze horníka Georgiose Zorbase (Γιώργης Ζορμπάς, 1867–1941).

## Adaptace
Podle románu byl natočen oscarový film Řek Zorba režiséra Michalise Kakojannise z roku 1964 s Anthonym Quinnem a Alanem Batesem. Film získal celkem tři Oscary. V roce 1968 se dočkal také muzikálové adaptace Zorba a v roce 1993 dvoudílné rozhlasové hry Zorba the Greek, která byla součástí rozhlasového seriálu BBC Classic Serial a v níž se v hlavních rolích představili Robert Stephens a Michael Maloney. Kromě již zmíněných Oscarů se „Zorba“ stal také pojmem.
Kniha byla ještě mnohokrát adaptována v jiných jazycích než v angličtině, včetně německojazyčného filmu z roku 1972 a baletu Zorba il Greco, který v letech 1987–1988 produkoval Mikis Theodorakis ve veronském amfiteátru.